# خوسيه بويغ بويغ
خوسيه بويغ بويغ (بالإسبانية: Josep Puig Puig) (22 فبراير 1922 في إسبانيا - 9 يوليو 1997 في إسبانيا) هو لاعب كرة قدم إسباني في مركز الدفاع. شارك مع منتخب إسبانيا لكرة القدم ومنتخب كاتالونيا لكرة القدم. أما مع النوادي، فقد لعب مع نادي برشلونة ونادي جيرونا.

## وصلات خارجية
- خوسيه بويغ بويغ على موقع قاعدة بيانات كرة القدم.إي يو (الإنجليزية)
- خوسيه بويغ بويغ على موقع عالم كرة القدم.نت (الإنجليزية)